# Gdyel
Gdyel (em árabe: قديل), anteriormente Saint-Cloud, é uma comuna localizada na província de Orã, Argélia. De acordo com o censo de 2009, a população total da cidade era de 42 688 habitantes.